# Перьё
Перьё (фр. Peyrieu) — коммуна во Франции, находится в регионе Рона — Альпы. Департамент коммуны — Эн. Входит в состав кантона Белле. Округ коммуны — Белле.
Код коммуны — 01294.

## Население
Население коммуны на 2010 год составляло 821 человек.
| 1962 | 1968 | 1975 | 1982 | 1990 | 1999 | 2010 |
| ---- | ---- | ---- | ---- | ---- | ---- | ---- |
| 570  | 574  | 541  | 558  | 560  | 649  | 821  |